# معین‌الدین پروانه

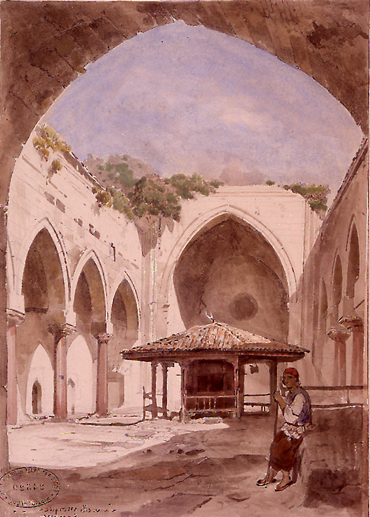
صحن مدرسه پروانه. آب رنگ اثر ژول لورنس.

معین‌الدّین پروانه یا پروانهٔ روم، شهرت سلیمان‌بن مهذّب‌الدّین علی دیلمی از رجال و وزراء سلجوقیان روم است که در سال ۶۷۵ قمری به حکمِ اباقاخان از ایلخانان مغول به قتل رسید. پیشینه و زادگاه و اصالت او در کتب تاریخی به درستی مشخص نیست. ابن بی‌بی او را دیلمی و مستوفی او را کاشانی دانسته‌اند. نامِ پدرش را نیز مهذب‌الدین علی دیلمی ثبت کرده‌اند.
وی در آغاز مکتب‌دار بود و اندک‌اندک با کفایت خود به مقامات عالی رسید. هنگامی که کیخسرو بن سلیمان به فرمانِ اباقاخان به جایِ پدر نشست و سلطنت روم را به او دادند و چون در دورانِ کودکی به سر می‌برد دستور دادند که متولیِ امور معین‌الدین پروانه باشد. او به رتق و فتقِ امورِ روم پرداخت و مادرِ سلطان را در حباله‌یِ نکاحِ خویش درآورد. احساس وفاداری شخصی او نسبت به خاندانِ پادشاهی فراوان بوده و تنها او به علّتِ هوش و ذکاوت در میانِ آنها به سلطنت رسیده‌است. کیخسرو بن سلیمان هجده سال فرمان‌روایی کرد تا در ۶۸۲ق در ولایت آذربایجان به فرمانِ احمدخان به قتل رسید.
پروانه تا زمانی که کیخسرو بن سلیمان به سن بلوغ رسید و خود امورِ کشور را به دست گرفت، نیابت فرمانرواییِ مطلق داشت و حتی عزل و نصب سلاطینِ سلجوقیِ روم به مشورت و مصلحت او بود. اما هنگامی که پادشاه به حد رشد و استقلال رسید، با بیبرس سلطانِ وقت مصر وارد مذاکره شود. آن دو با یکدیگر توطئه چیدند که مغول‌ها را از آسیایِ کهن بیرون برانند و پروانه را بر جایِ سلجوقیان بنشانند.
در آغاز همه چیز بر طبقِ نقشه پیش رفت و در سالِ ۶۷۵ قمری در البستان با امراء توقو و تودون‌بهادر که حاکمِ آنجا بوند، جنگ کرد و ایشان را کشتند و مغول‌ها را شکست دادند و وارد قونیه شدند؛ ولی زمانی که قوایِ خود را در قیصریه برای مبارزهٔ بیشتر جمع‌آوری کردند، پروانه به وحشت افتاد و وحشتِ او به سپاهیان نیز سرایت کرد. البته باید این نکته را نیز در نظر گرفت که پیرامونِ نقشِ پروانه در دعوت از بیبرس و شکستِ سپاه مغول آراء گوناگونی ابراز شده‌است: برخی معتقدند که وی در شکستِ لشکرِ مغول نقشی پُررنگ داشته‌است؛ چنان‌که در شبِ حادثه مغولان را به عشرت مشغول کرد. برخی هم بر این نظرند که مولانا او را به خاطرِ همکاری با مغولان نکوهش کرده‌است. در هر صورت، اباقاخان؛ پادشاه خشمناک ایلخانیِ مغول، این حرکت از فعلِ پروانه می‌دید و او را در سالِ ۶۷۵ قمری در شهرِ آلاتاق به قتل رساند.

## پروانه و فرهنگ و دانش
معین‌الدّین پروانه را باید از آن دست وزرا و سلاطینی دانست که در ساخت، حفظ و نگاهداریِ فرهنگ و دانشِ مشرق‌زمین و آسیایِ کهن نقشی اساسی و پررنگ را ایفاء کرده‌اند. او مانند، سلطان رکن‌الدین و سلطان عزالدین از مریدانِ مشایخ و بزرگانی چون مولانا بوده‌اند، که تحت همین ارادت و گوش فرادادنِ سخنانِ این بزرگان، «چنان کرده‌اند کار که بزرگان می‌کنند».
برایِ نمونه او در ساخت رصدخانه‌ای در سمرقند با غیاث‌الدین جمشید کاشانی همکاریِ فراوان داشته و در بالا بردنِ این بنا جهدی تمام به کار بسته‌است.
اما کارهایِ او را نباید تنها در زمینهٔ دانش‌هایی چون ریاضی و نجوم دانست. او و خانواده‌اش به مشایخ نیز احترامی ویژه می‌گزارده‌اند و در ساخت و بزرگداشت خانقاه‌ها نیز، از هیچ تلاشی فروگذار نمی‌کردند. او آنچنان دانش‌دوست و اهلِ فرهنگ بوده‌است که کتابِ جامع الاصول را از شیخ صدرالدین سماع کرده‌ است.
پروانه نه تنها به مولانا، بلکه به دیگر صوفیان و عارفان نیز ارادتی خاص داشته‌ است. برایِ نمونه از فخرالدین عراقی؛ عارف ایرانی، دعوت کرده، خانقاهی را در شهرِ توقاه ساخته و عراقی را شیخِ آن خانقاه کرده و تا زمانِ مرگِ پروانه، عراقی در آن شهر و در آن خانقاه بوده‌ است.
زندگیِ پروانه بسیار شبیه شمس‌الدین محمد جوینی است. این دو مردِ بزرگ برایِ حفظ و تداومِ فرهنگِ ایرانی در غوغایِ غلبهٔ بیگانگان بر ایران، به جان کوشیدند و سرانجام هر دو به بهانهٔ خیانت به دستگاهِ مغول جان باختند.

## پروانه و مولانا
پروانه به مولانا ارادت تمام داشت و غالباً در خانقاه مولانا حضور می‌یافت و در مجالس وی شرکت می‌کرد، بسیاری از غزلیات مولانا در همین مجالس سروده شده‌است.
اکثرِ مکاتیب مولانا نیز به نامِ همین پروانه صدور یافت و از شدت ارتباطِ وی با آن بزرگ حکایت می‌کند. خاندانِ پروانه نیز به مولانا علاقهٔ ویژه‌ای داشتند. همسرِ پروانه؛ گرجی خاتون، یکی از آنان است. او هرگاه با پروانه مشکلی داشته، برایِ حلِ آن، به مولانا مراجعه می‌کرده‌است: روزی گرجی خاتون، از پروانه رنجیده بود. شفاعتِ تمامِ اکابر و نوّابِ دیوان اثر نکرد. سرانجام گفت به شرطی صلح کنم که پروانه به طلاق سوگند بخورد که هر چه از او بخواهم، بدهد. پروانه راضی شد و التزام نمود، گرجی خاتون گفت: مولانا فرمود که آن خواهش را معلّق نگه دارد…

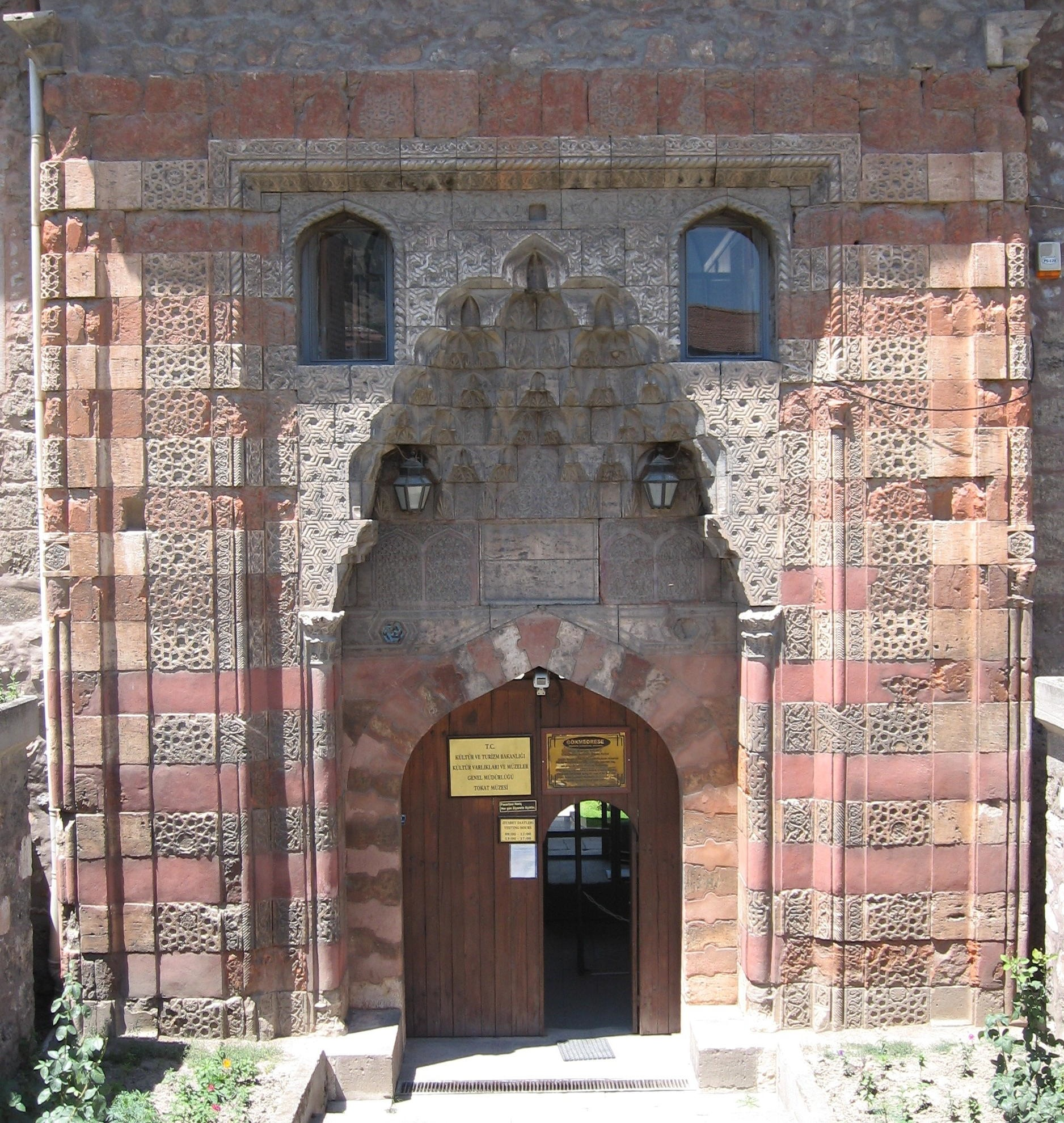
نمایی از مدرسه دینی «گوک مدرسه» در توقات که در حدود ۱۲۷۰ م. توسط معین‌الدین پروانه بنیاد شد.

پروانه چنان شیفتهٔ مولانا بوده‌است که مردم برایِ رفعِ مشکلاتشان، شفاعتِ او را جانبِ پروانه می‌بُرده‌اند، هر چند که مولانا علاقهٔ چندانی به دیدارِ پادشاهان نشان نمی‌داده‌است.
روزی بعضی از یارانِ پروانه در خدمتِ مولانا از او ستایش می‌کردند و از خیرات و عدلِ او شواهدی می‌آوردند و می‌گفتند: «با وجودِ پُرجودِ او عالمیان آسوده‌اند و امنِ عظیم و ارزانی نعمت بی‌نهایت است و همچنان در زمانِ او علما و شیوخ و افاضل در مدارس و خوانق مرفه و جمع‌اند، بی حدّ تحسین‌ها می‌کردند؛ حضرتِ مولانا فرمود که یاران راست می‌گویند؛ آنچه گویند صد چندان است.» رابطهٔ مولانا و پروانه به گونه‌ای‌ست که بخشی از کتابِ فیه ما فیه، خطاب به پروانه‌است.
افلاکی از حضرت ولد نقل می‌کند که «روزی پروانه از حضرتِ مولانا التماسِ نمود که وی را پند دهد و نصیحت کند؛ زمانی متفکّر مانده بود، سرِ مبارک برداشت و گفت که امیر معین‌الدّین می‌شنوم که قرآن را یادگرفته‌ای؟ گفت: آری، دیگر شنیدم که جامع الاصول را از خدمتِ شیخ صدرالدین سماع کرده‌ای؟ گفت: آری. گفت: چون سخنِ خدا و رسول را می‌خوانی و کماینبغی بحث می‌کنی و می‌دانی و از آن کلمات پندپذیر نمی‌شوی و بر مقتضایِ هیچ آیتی و حدیثی عمل نمی‌کنی، از من کجا خواهی شنیدن و متابعت نمودن؟ پروانه گریان برخاست و روانه شد و بعد از آن به عمل و عدل‌گستری و احسان مشغول گشته، خیرات نمود تا یگانهٔ آفاق شد. گویند روزی مولانا حالِ چندان خوشی نداشت و پروانه سریع، این ماجرا را فهمید و حسام‌الدین را حاضر آورد.
در تاریخ آمده‌است که بعد از مرگِ مولانا مدّتِ چهل روز، یاران و مردمِ قونیه تعزیتِ او را می‌داشتند… اهلِ مجلس ناله و زاری می‌کردند و پروانه را بی‌اختیاریِ عظیم دست داد و بسیار بگریست و احسانِ بسیار به فقرا کرد. همچنین پروانه به همراهِ علم‌الدین قیصر بر سر تربت مولانا بنایی ساختند که قبهٔ خضرا خوانده شد.